# Bytom Open 2007
Il Bytom Open 2007, noto anche come Polska Energia Open, è stato un torneo di tennis facente parte della categoria ATP Challenger Series nell'ambito dell'ATP Challenger Series 2007. Il torneo si è giocato a Bytom in Polonia dall'11 al 17 giugno 2007 su campi in terra rossa.

## Vincitori

### Singolare
Peter Luczak ha battuto in finale  Simone Vagnozzi con il punteggio di 6–3, 6–3

### Doppio
Hugo Armando /  Brian Dabul hanno battuto in finale  Tomasz Bednarek /  Michał Przysiężny con il punteggio di 6–4, 1–6, [10-5]